# راکوفسکایا
راکوفسکایا (به لاتین: Rakovskaya) یک منطقهٔ مسکونی در روسیه است که در استان آرخانگلسک واقع شده‌است.